# Пенчо Стоянов
Пенчо Цветанов Стоянов e виден български композитор, музикален педагог и публицист, доктор на изкуствознанието.

## Биография
Баща му Цветан Стоянов е историк във Военното на Н. В. Цар Борис III училище. Майка му Цветана Костуркова е преподавателка по естествени науки и биология, дъщеря на видния български политик и общественик Стоян Костурков.
Пенчо Стоянов завършва Българската държавна консерватория) специалност композиция при проф. П. Хаджиев и проф. Панчо Владигеров през 1955 година.
Специализира в Московската консерватория композиция при Арам Хачатурян, теория на музиката при Владимир Протопопов, Виктор Цукерман и Сергей Скребков.
Преподавателската му дейност в Държавната консерватория започва през 1955 г. като асистент по хармония и теория на музиката, асистент по музикален анализ (1956 г.), професор от 1972 г., доктор на изкуствознанието от 1981 г.
Изявен музикален теоретик и ерудит, професор по композиция и по музикален анализ, Пенчо Стоянов е изградил генерации ярки музикални творци и музиколози. Негови ученици са авторитетни личности, преподаватели в университети в САЩ, Южна Корея, Германия, Гърция, Сърбия, Северна Македония, Виетнам. Води майсторски класове по композиция в Германия, Южна Корея, Австрия. Участва като член на жури в конкурси в Австрия, Нидерландия, Гърция и Германия, изнася доклади на симпозиуми и научни конференции в много страни.

## Творчество
Проф. д-р П. Стоянов е автор на множество музикално-теоретични трудове, учебници, статии, някои от тях са:
- „Учебник по музикален анализ“ – 1960, 1962 г.
- „Учебник по музикален анализ за студенти“ – 1966 г.
- „Учебник по музикален анализ за средните муз. училища“ – 1971 г.
- "Контрастно – съставни форми " – 1973 г.
- "Взаимодействие между музикалните форми " – 1975 г.
- „Музикален анализ“ – част I, 1993 г.
- „Музикален анализ“ – част II, 1995 г.
- „Анализ – Музика – Хореография“ – 1996 г.
- „Въведение в теорията на музиката“ – 2002 г.
- „Хармония“ – 2006 г.
- "Аспекти на стила в музиката " – 2011 г.

Като композитор създава голямо и разнообразно творчество. Автор е на 5 Симфонии, 3 Симфонични поеми, 3 Увертюри, Дивертименто за струнен оркестър, Концерт за две пиана и оркестър, Концертино за пиано и оркестър и др. оркестрови творби, 2 Струнни квартета, Клавирен квинтет, 3 Сонати за цигулка и пиано, произведения за пиано, Микросюита за пиано, 2 цикъла художествени песни, над 350 хорови песни, In memoriam – 120 години Панчо Владигеров – за симф. оркестър и много други произведения в различни жанрове.